# Ardentes
Pour l’article homonyme, voir Les Ardentes.
Ardentes est une commune française située dans le département de l'Indre, en région Centre-Val de Loire.

## Géographie

### Localisation
Ardentes est située dans l'est du département de l'Indre et est constituée de deux villages, Ardentes, qui constitue la majeure partie et où se trouvent les administrations, et Clavières.
Les communes limitrophes sont : Sassierges-Saint-Germain (5 km), Étrechet (6 km), Mâron (8 km), Jeu-les-Bois (8 km), Le Poinçonnet (9 km) et Mers-sur-Indre (10 km).
Les services préfectoraux sont situés à Châteauroux (13 km), La Châtre (21 km), Issoudun (26 km) et Le Blanc (60 km).

### Lieux-dits, hameaux et écarts
Les hameaux et lieux-dits de la commune sont : Clavières, les Loges de Dressais, le Breuil, Villebommiers, Dressais, la Cueille, Bellat, le Plessis, Sanguille, la Boisfarderie et Buxerolle.

### Hydrographie
Le territoire communal est arrosé par la rivière Indre.

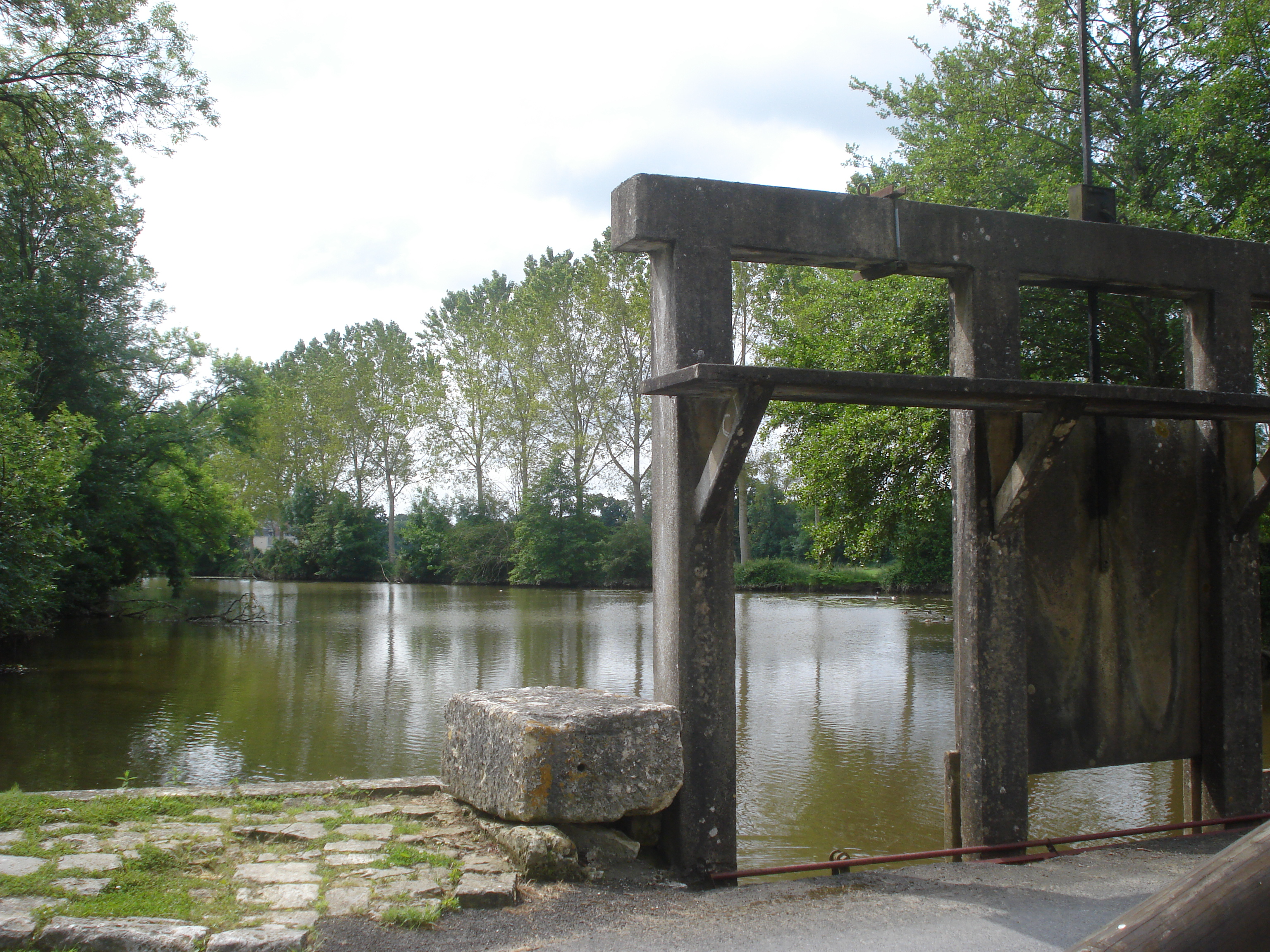
Le pont-écluse de Clavières en 2008.

### Climat
Pour des articles plus généraux, voir Climat du Centre-Val de Loire et Climat de l'Indre.
En 2010, le climat de la commune est de type climat océanique dégradé des plaines du Centre et du Nord, selon une étude du CNRS s'appuyant sur une série de données couvrant la période 1971-2000. En 2020, Météo-France publie une typologie des climats de la France métropolitaine dans laquelle la commune est exposée à un climat océanique altéré et est dans la région climatique Ouest et nord-ouest du Massif Central, caractérisée par une pluviométrie annuelle de 900 à 1 500 mm, maximale en automne et en hiver.
Pour la période 1971-2000, la température annuelle moyenne est de 11,4 °C, avec une amplitude thermique annuelle de 15,2 °C. Le cumul annuel moyen de précipitations est de 771 mm, avec 11,7 jours de précipitations en janvier et 7,2 jours en juillet. Pour la période 1991-2020, la température moyenne annuelle observée sur la station météorologique de Météo-France la plus proche, « Jeu-les-Bois-Auto », sur la commune de Jeu-les-Bois à 8 km à vol d'oiseau, est de 12,0 °C et le cumul annuel moyen de précipitations est de 746,6 mm,. Pour l'avenir, les paramètres climatiques de la commune estimés pour 2050 selon différents scénarios d'émission de gaz à effet de serre sont consultables sur un site dédié publié par Météo-France en novembre 2022.

### Paysages
Elle est située dans la région naturelle du Boischaut Sud.

## Urbanisme

### Typologie
Au 1er janvier 2024, Ardentes est catégorisée bourg rural, selon la nouvelle grille communale de densité à sept niveaux définie par l'Insee en 2022.
Elle appartient à l'unité urbaine d'Ardentes, une unité urbaine monocommunale constituant une ville isolée,. Par ailleurs la commune fait partie de l'aire d'attraction de Châteauroux, dont elle est une commune de la couronne,. Cette aire, qui regroupe 71 communes, est catégorisée dans les aires de 50 000 à moins de 200 000 habitants,.

### Zonages d'études
La commune se situe dans l'unité urbaine d’Ardentes, dans l’aire urbaine de Châteauroux, dans la zone d’emploi de Châteauroux et dans le bassin de vie de Châteauroux.

### Logement
Le tableau ci-dessous présente le détail du secteur des logements de la commune :
| Date du relevé                                              | 2013   | 2015   |
| Nombre total de logements                                   | 1 925  | 1 994  |
| Résidences principales                                      | 86,2 % | 86,3 % |
| Résidences secondaires                                      | 5,2 %  | 4,4 %  |
| Logements vacants                                           | 8,6 %  | 9,4 %  |
| Part des ménages propriétaires de leur résidence principale | 76,3 % | 75,4 % |

### Voies de communication et transports

#### Voies de communication
Le territoire communal est desservi par les routes départementales : 12, 12C, 12D, 14, 19, 41, 102, 105 et 943.

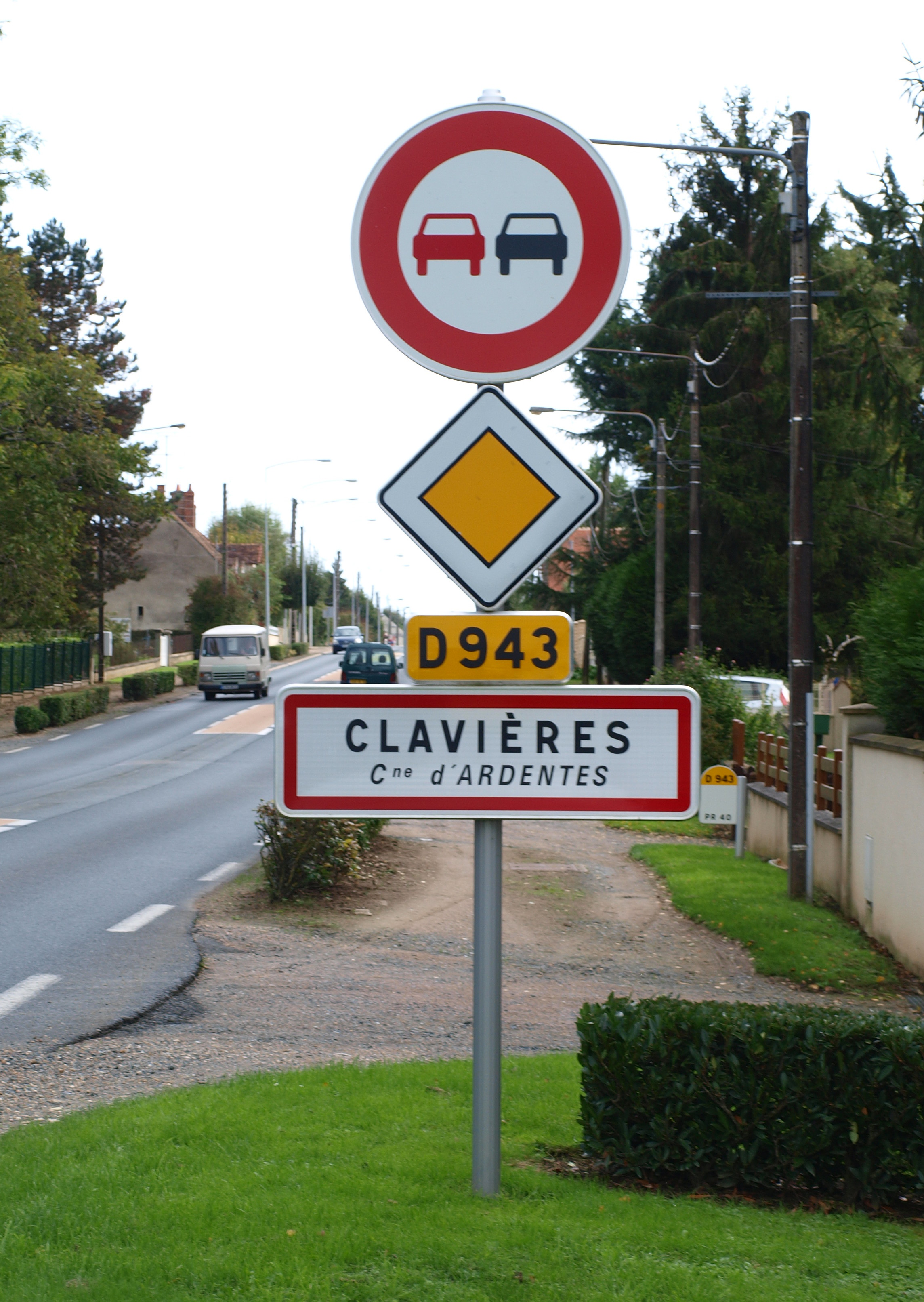
Le panneau d'entrée d'agglomération de Clavières en 2013.

#### Transports
La gare ferroviaire la plus proche est la gare de Châteauroux, à 13 km.
Ardentes est desservie par la ligne 9 du réseau de bus Horizon.
L'aéroport le plus proche est l'aéroport de Châteauroux-Centre, à 16 km.

### Risques naturels et technologiques
La commune est classée en zone de sismicité 2, correspondant à une sismicité faible.

### Risques majeurs
Le territoire de la commune d'Ardentes est vulnérable à différents aléas naturels : météorologiques (tempête, orage, neige, grand froid, canicule ou sécheresse), inondations, feux de forêts, mouvements de terrains et séisme (sismicité faible). Il est également exposé à un risque technologique, le transport de matières dangereuses. Un site publié par le BRGM permet d'évaluer simplement et rapidement les risques d'un bien localisé soit par son adresse soit par le numéro de sa parcelle.

#### Risques naturels
Certaines parties du territoire communal sont susceptibles d’être affectées par le risque d’inondation par débordement de cours d'eau, notamment l'Indre. La commune a été reconnue en état de catastrophe naturelle au titre des dommages causés par les inondations et coulées de boue survenues en 1982, 1999, 2003 et 2016,.
Pour anticiper une remontée des risques de feux de forêt et de végétation vers le nord de la France en lien avec le dérèglement climatique, les services de l’État en région Centre-Val de Loire (DREAL, DRAAF, DDT) avec les SDIS ont réalisé en 2021 un atlas régional du risque de feux de forêt, permettant d’améliorer la connaissance sur les massifs les plus exposés. La commune, étant pour partie dans les massifs de Châteauroux et d'Ardentes, est classée au niveau de risque 4, sur une échelle qui en comporte quatre (1 étant le niveau maximal).

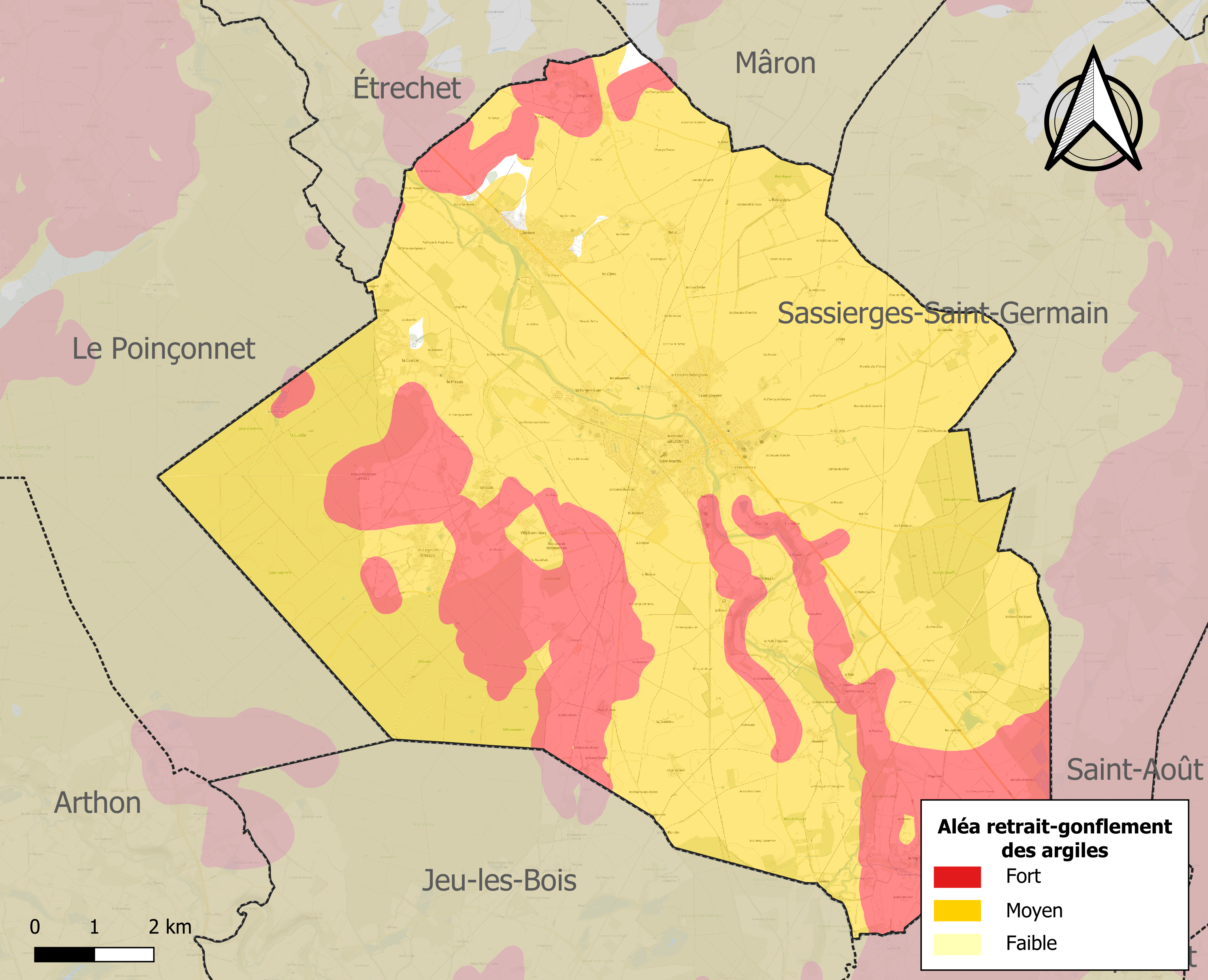
Carte des zones d'aléa retrait-gonflement des sols argileux d'Ardentes.

Les mouvements de terrains susceptibles de se produire sur la commune sont des tassements différentiels.
Le retrait-gonflement des sols argileux est susceptible d'engendrer des dommages importants aux bâtiments en cas d’alternance de périodes de sécheresse et de pluie. 99,5 % de la superficie communale est en aléa moyen ou fort (84,7 % au niveau départemental et 48,5 % au niveau national). Sur les 1 822 bâtiments dénombrés sur la commune en 2019, 1794 sont en aléa moyen ou fort, soit 98 %, à comparer aux 86 % au niveau départemental et 54 % au niveau national. Une cartographie de l'exposition du territoire national au retrait gonflement des sols argileux est disponible sur le site du BRGM,.
Concernant les mouvements de terrains, la commune a été reconnue en état de catastrophe naturelle au titre des dommages causés par la sécheresse en 1989, 1998, 2011, 2016, 2018 et 2019 et par des mouvements de terrain en 1999.

#### Risques technologiques
Le risque de transport de matières dangereuses sur la commune est lié à sa traversée par des infrastructures routières ou ferroviaires importantes ou la présence d'une canalisation de transport d'hydrocarbures. Un accident se produisant sur de telles infrastructures est en effet susceptible d’avoir des effets graves au bâti ou aux personnes jusqu’à 350 m, selon la nature du matériau transporté. Des dispositions d’urbanisme peuvent être préconisées en conséquence.

## Toponymie
Durant la Révolution française, pour suivre le décret de la Convention du 16 octobre (25 vendémiaire) 1793 (an II) invitant les communes ayant des noms pouvant rappeler les souvenirs de la royauté, de la féodalité ou des superstitions, à les remplacer par d'autres dénominations, la commune de Saint-Martin-d’Ardentes change de nom pour Ardentes-les-Bois. Ardentes fut créée par les Romains sous le nom d'Alerta et figure sous ce nom sur la table de Peutinger.
Le nom de la commune apparaît sous la forme Ardentia en 1095, Ecclesia Sancti Martini de Ardenta en 1117, puis Ardenta en 1327.
Selon E. Hubert, Ardentes pourrait correspondre au site d’Alerta mentionné sur la table de Peutinger, situé sur l’ancienne voie reliant Bourges à Argenton; mais d’après A. Dauzat, le toponyme pourrait dériver du nom propre latin Ardentius, formé sur ardens, signifiant « ardent » — soit un surnom, soit un nom d’origine chrétienne. Une autre hypothèse évoque une racine hydronymique prélatine ard- (que l’on retrouve dans des cours d’eau comme l’Ardour, affluent de la Gartempe, ou l’Ardoux, affluent de la Loire dans le Loiret), à laquelle se serait ajouté le suffixe prélatin -enta ou -anta.
Ses habitants sont appelés les Ardentais.

## Histoire

### Antiquité
Ardentes existait déjà à l'époque romaine et s'étendait sur les deux parties de l'Indre sous les noms d'« Alerta » et d'« Aléréa ». Elle est mentionnée sur la table de Peutinger sous le nom d'« Alerta » puisque Ardentes était située sur la voie romaine menant d’Argentomagus (Argenton-sur-Creuse) à Avaricum (Bourges).
L'emplacement de l'église Saint-Martin fut d'ailleurs celui d'un temple romain.[Information douteuse]

### Moyen Âge
La paroisse d'Ardentes dépendait de l'abbaye de Déols.
On sait l'existence d'une place forte aujourd'hui disparue dans le bourg Saint-Martin au XVe siècle.

### Temps modernes
De 1666 à 1874, des forges firent la richesse de la ville, elles étaient concentrées à « Clavières » mais s'étendaient depuis le lieu-dit « Forge-Haute » à Ardentes, jusqu'au lieu-dit « La Forge de l'Isle » au Poinçonnet. Les restes de ses constructions permettant de dévier l'eau et de faire barrage sont encore visibles dans ces trois lieux.

### Révolution française et Empire
Ardentes, jusqu'en 1839, était en fait deux communes séparées par l'Indre qui sont maintenant des quartiers : Saint-Martin et Saint-Vincent qui correspondaient à deux paroisses : Saint-Martin-d’Ardentes au sud de la rivière Indre et Saint-Vincent-d’Ardentes au Nord.

### Époque contemporaine
Depuis la Seconde Guerre mondiale jusqu'en 2012, Ardentes comptait un terrain militaire situé à « Forge-haute ».

## Politique et administration

### Découpage territorial
Ardentes est membre :
- de la communauté d’agglomération Châteauroux Métropole ;
- du canton d'Ardentes ;
- de l'arrondissement de Châteauroux ;
- de la deuxième circonscription de l'Indre.

### Administration municipale

#### Tendances politiques et résultats
| Élections présidentielles, résultats des deuxièmes tours.                                  | Élections présidentielles, résultats des deuxièmes tours. | Élections présidentielles, résultats des deuxièmes tours. | Élections présidentielles, résultats des deuxièmes tours. | Élections présidentielles, résultats des deuxièmes tours. | Élections présidentielles, résultats des deuxièmes tours. | Élections présidentielles, résultats des deuxièmes tours. | Élections présidentielles, résultats des deuxièmes tours. |
| Année                                                                                      | Élu                                                       | Élu                                                       | Élu                                                       | Battu                                                     | Battu                                                     | Battu                                                     | Participation                                             |
| ------------------------------------------------------------------------------------------ | --------------------------------------------------------- | --------------------------------------------------------- | --------------------------------------------------------- | --------------------------------------------------------- | --------------------------------------------------------- | --------------------------------------------------------- | --------------------------------------------------------- |
| 2002                                                                                       | 85.47 %                                                   | Jacques Chirac                                            | RPR                                                       | 14.53 %                                                   | Jean-Marie Le Pen                                         | FN                                                        | 85.13 %                                                   |
| 2007                                                                                       | 50.49 %                                                   | Nicolas Sarkozy                                           | UMP                                                       | 49.51 %                                                   | Ségolène Royal                                            | PS                                                        | 88.16 %                                                   |
| 2012                                                                                       | 53.64 %                                                   | François Hollande                                         | PS                                                        | 46.36 %                                                   | Nicolas Sarkozy                                           | UMP                                                       | 84.88 %                                                   |
| 2017                                                                                       | 61.38 %                                                   | Emmanuel Macron                                           | EM                                                        | 38.62 %                                                   | Marine Le Pen                                             | FN                                                        | 81.58 %                                                   |
| 2022                                                                                       | 51.48 %                                                   | Emmanuel Macron                                           | LREM                                                      | 48.52 %                                                   | Marine Le Pen                                             | RN                                                        | 76.98 %                                                   |
| Élections législatives, résultats des deux meilleurs scores du dernier tour de scrutin.    |                                                           |                                                           |                                                           |                                                           |                                                           |                                                           |                                                           |
| Année                                                                                      | Élu                                                       | Élu                                                       | Élu                                                       | Battu                                                     | Battu                                                     | Battu                                                     | Participation                                             |
| Ardentes est répartie sur plusieurs circonscriptions, cf. les résultats des .              |                                                           |                                                           |                                                           |                                                           |                                                           |                                                           |                                                           |
| Avant 2010, Ardentes est répartie sur plusieurs circonscriptions, cf. les résultats des .  |                                                           |                                                           |                                                           |                                                           |                                                           |                                                           |                                                           |
| 2002                                                                                       | 58.77 %                                                   | Jean-Yves Hugon                                           | UMP                                                       | 41.23 %                                                   | Jean-Yves Gateaud                                         | PS                                                        | 68.05 %                                                   |
| 2007                                                                                       | 54.40 %                                                   | Jean-Yves Hugon                                           | UMP                                                       | 45.60 %                                                   | Michel Sapin                                              | PS                                                        | 66.78 %                                                   |
| Après 2010, Ardentes est répartie sur plusieurs circonscriptions, cf. les résultats de .   |                                                           |                                                           |                                                           |                                                           |                                                           |                                                           |                                                           |
| 2012                                                                                       | 56.11 %                                                   | Isabelle Bruneau                                          | PS                                                        | 43.89 %                                                   | Nicolas Forissier                                         | UMP                                                       | 60.63 %                                                   |
| 2017                                                                                       | 54.87 %                                                   | Sophie Guerin                                             | MDM                                                       | 45.13 %                                                   | Nicolas Forissier                                         | LR                                                        | 44.00 %                                                   |
| 2022                                                                                       | 56.39 %                                                   | Nicolas Forissier                                         | LR                                                        | 43.61 %                                                   | Fabien Thirion                                            | RN                                                        | 45.38 %                                                   |
| 2024                                                                                       | %                                                         |                                                           |                                                           | %                                                         |                                                           |                                                           | %                                                         |
| Élections européennes, résultats des deux meilleurs scores.                                |                                                           |                                                           |                                                           |                                                           |                                                           |                                                           |                                                           |
| Année                                                                                      | Liste 1re                                                 | Liste 1re                                                 | Liste 1re                                                 | Liste 2e                                                  | Liste 2e                                                  | Liste 2e                                                  | Participation                                             |
| 2004                                                                                       | 34.67 %                                                   | Catherine Guy-Quint                                       | PS                                                        | 16.88 %                                                   | Brice Hortefeux                                           | UMP                                                       | 49.96 %                                                   |
| 2009                                                                                       | 31.05 %                                                   | Jean-Pierre Audy                                          | UMP                                                       | 17.65 %                                                   | Henri Weber                                               | PS                                                        | 41.10 %                                                   |
| 2014                                                                                       | 26.70 %                                                   | Bernard Monot                                             | FN                                                        | 23.70 %                                                   | Brice Hortefeux                                           | UMP                                                       | 42.95 %                                                   |
| 2019                                                                                       | 27.34 %                                                   | Jordan Bardella                                           | FN                                                        | 20.30 %                                                   | Nathalie Loiseau                                          | LREM                                                      | 54.96 %                                                   |
| 2024                                                                                       | %                                                         |                                                           |                                                           | %                                                         |                                                           |                                                           | %                                                         |
| Élections régionales, résultats des deux meilleurs scores.                                 |                                                           |                                                           |                                                           |                                                           |                                                           |                                                           |                                                           |
| Année                                                                                      | Liste 1re                                                 | Liste 1re                                                 | Liste 1re                                                 | Liste 2e                                                  | Liste 2e                                                  | Liste 2e                                                  | Participation                                             |
| 2004                                                                                       | 54.36 %                                                   | Michel Sapin                                              | PS                                                        | 31.22 %                                                   | Serge Vinçon                                              | UMP                                                       | 70.58 %                                                   |
| 2010                                                                                       | 54.72 %                                                   | François Bonneau                                          | PS                                                        | 33.68 %                                                   | Hervé Novelli                                             | UMP                                                       | 53.79 %                                                   |
| 2015                                                                                       | 35.07 %                                                   | Philippe Vigier                                           | UDI                                                       | 34.60 %                                                   | François Bonneau                                          | PS                                                        | 63.17 %                                                   |
| 2021                                                                                       | 38.58 %                                                   | Nicolas Forissier                                         | LR                                                        | 33.44 %                                                   | François Bonneau                                          | PS                                                        | 32.49 %                                                   |
| Élections cantonales, résultats des deux meilleurs scores du dernier tour de scrutin.      |                                                           |                                                           |                                                           |                                                           |                                                           |                                                           |                                                           |
| Année                                                                                      | Élu                                                       | Élu                                                       | Élu                                                       | Battu                                                     | Battu                                                     | Battu                                                     | Participation                                             |
| Ardentes est répartie sur plusieurs cantons, cf. les résultats de ceux de .                |                                                           |                                                           |                                                           |                                                           |                                                           |                                                           |                                                           |
| 2001                                                                                       | ? %                                                       | ?                                                         | ?                                                         | ? %                                                       | ?                                                         | ?                                                         | ? %                                                       |
| 2004                                                                                       | %                                                         |                                                           |                                                           | %                                                         |                                                           |                                                           | %                                                         |
| 2008                                                                                       | 60,00 %                                                   | Didier Barachet                                           | UMP                                                       | 40,00 %                                                   | Jean Petitprete                                           | PS                                                        | 66.76 %                                                   |
| 2011                                                                                       | %                                                         |                                                           |                                                           | %                                                         |                                                           |                                                           | %                                                         |
| Élections départementales, résultats des deux meilleurs scores du dernier tour de scrutin. |                                                           |                                                           |                                                           |                                                           |                                                           |                                                           |                                                           |
| Année                                                                                      | Élus                                                      | Élus                                                      | Élus                                                      | Battus                                                    | Battus                                                    | Battus                                                    | Participation                                             |
| Ardentes est répartie sur plusieurs cantons, cf. les résultats de ceux de .                |                                                           |                                                           |                                                           |                                                           |                                                           |                                                           |                                                           |
| 2015                                                                                       | 49 %                                                      | Didier Barachet Florence Vaury                            | UD                                                        | 30.61 %                                                   | Mélanie Chapuis Jean Petitprete                           | UG                                                        | 59.05 %                                                   |
| 2021                                                                                       | 74.02 %                                                   | Gilles Caranton Nolwenn Fortuit                           | DVD                                                       | 25.98 %                                                   | Mélanie Chapuis Jean-Michel Roualdes                      | UGE                                                       | 32.42 %                                                   |
| Référendums.                                                                               |                                                           |                                                           |                                                           |                                                           |                                                           |                                                           |                                                           |
| Année                                                                                      | Oui (national)                                            | Oui (national)                                            | Oui (national)                                            | Non (national)                                            | Non (national)                                            | Non (national)                                            | Participation                                             |
| 1992                                                                                       | 46.17 % (51,04 %)                                         | 46.17 % (51,04 %)                                         | 46.17 % (51,04 %)                                         | 53.83 % (48,96 %)                                         | 53.83 % (48,96 %)                                         | 53.83 % (48,96 %)                                         | 76.86 %                                                   |
| 2000                                                                                       | 70.95 % (73,21 %)                                         | 70.95 % (73,21 %)                                         | 70.95 % (73,21 %)                                         | 29.05 % (26,79 %)                                         | 29.05 % (26,79 %)                                         | 29.05 % (26,79 %)                                         | 33.98 %                                                   |
| 2005                                                                                       | 37.98 % (45,33 %)                                         | 37.98 % (45,33 %)                                         | 37.98 % (45,33 %)                                         | 62.02 % (54,67 %)                                         | 62.02 % (54,67 %)                                         | 62.02 % (54,67 %)                                         | 76.74 %                                                   |

#### Liste des maires
| Période                                  | Période   | Identité                  | Étiquette   | Qualité                                                                        |
| ---------------------------------------- | --------- | ------------------------- | ----------- | ------------------------------------------------------------------------------ |
| Maire en 1921                            |           | Paul Pailler              | Républicain | Conseiller général d'Ardentes (1904 → 1910)                                    |
| Les données manquantes sont à compléter. |           |                           |             |                                                                                |
| 1959                                     | 1971      | René Wissocq              | Rad.        | Vétérinaire Conseiller général d'Ardentes (1949 → 1972)                        |
| Les données manquantes sont à compléter. |           |                           |             |                                                                                |
| mars 1977                                | mars 1983 | Alain Berthier de Grandry |             |                                                                                |
| Les données manquantes sont à compléter. |           |                           |             |                                                                                |
| mars 1989                                | juin 1995 | Alain Berthier de Grandry |             |                                                                                |
| juin 1995                                | mars 2001 | Pierre Desseigne          | PCF         | Technicien France Télécom retraité Conseiller général d'Ardentes (2001 → 2008) |
| mars 2001                                | mai 2020  | Didier Barachet           | UMP-LR      | Expert comptable Suppléant du député Jean-Yves Hugon (2002 → 2007)             |
| mai 2020                                 | En cours  | Gilles Caranton           | DVD         | Cadre commercial retraité Conseiller départemental d'Ardentes (2021 → )        |
| Les données manquantes sont à compléter. |           |                           |             |                                                                                |

### Jumelages
Aucun jumelage n'existe à Ardentes.

## Équipements et services publics

### Enseignement
La commune dépend de la circonscription académique de La Châtre.

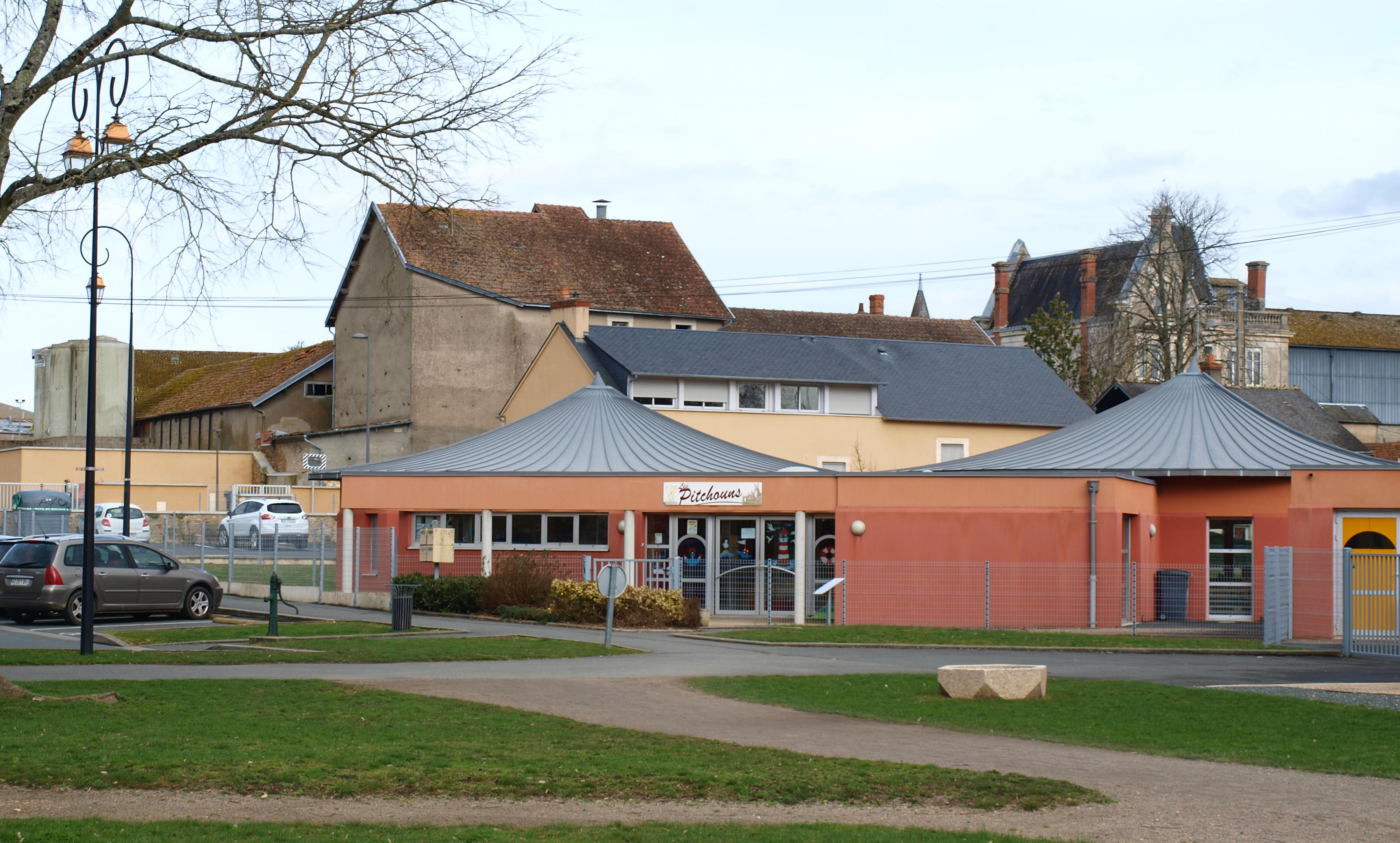
L'école maternelle publique Antoine-Fée en 2013.

### Postes et télécommunications
Ardentes compte un bureau de poste.

### Santé
- une pharmacie
- un orthophoniste
- un médecin
- sept infirmières
- un dentiste
- deux prothésistes
- trois masseurs et kinésithérapeutes
- une sage-femme
- un hypnothérapeute
- une maison de santé pluridisciplinaire.

L'hôpital le plus proche est celui de Châteauroux.
La commune est équipée de 4 défibrillateurs cardiaques.

### Justice, sécurité, secours et défense
- Gendarmerie nationale[63]
- Centre de secours[64]
- Centre d'entretien et d'exploitation des routes du conseil départemental de l'Indre[65]

## Population et société

### Démographie
L'évolution du nombre d'habitants est connue à travers les recensements de la population effectués dans la commune depuis 1793. Pour les communes de moins de 10 000 habitants, une enquête de recensement portant sur toute la population est réalisée tous les cinq ans, les populations de référence des années intermédiaires étant quant à elles estimées par interpolation ou extrapolation. Pour la commune, le premier recensement exhaustif entrant dans le cadre du nouveau dispositif a été réalisé en 2007.

En 2022, la commune comptait 3 747 habitants, en évolution de −3,08 % par rapport à 2016 (Indre : −3 %, France hors Mayotte : +2,11 %).
| 1793  | 1800  | 1806 | 1821  | 1831  | 1836  | 1841  | 1846  | 1851  |
| ----- | ----- | ---- | ----- | ----- | ----- | ----- | ----- | ----- |
| 1 056 | 1 002 | 909  | 1 179 | 1 144 | 1 089 | 2 162 | 2 297 | 2 480 |

| 1856  | 1861  | 1866  | 1872  | 1876  | 1881  | 1886  | 1891  | 1896  |
| ----- | ----- | ----- | ----- | ----- | ----- | ----- | ----- | ----- |
| 2 546 | 2 561 | 2 681 | 2 449 | 2 617 | 2 682 | 2 647 | 2 677 | 2 665 |

| 1901  | 1906  | 1911  | 1921  | 1926  | 1931  | 1936  | 1946  | 1954  |
| ----- | ----- | ----- | ----- | ----- | ----- | ----- | ----- | ----- |
| 2 655 | 2 679 | 2 725 | 2 504 | 2 327 | 2 237 | 2 247 | 2 710 | 2 725 |

| 1962  | 1968  | 1975  | 1982  | 1990  | 1999  | 2006  | 2007  | 2012  |
| ----- | ----- | ----- | ----- | ----- | ----- | ----- | ----- | ----- |
| 2 852 | 2 720 | 2 780 | 3 269 | 3 511 | 3 323 | 3 582 | 3 616 | 3 799 |

| 2017  | 2022  | - | - | - | - | - | - | - |
| ----- | ----- | - | - | - | - | - | - | - |
| 3 860 | 3 747 | - | - | - | - | - | - | - |

### Manifestations culturelles et festivités
Tous les ans, depuis 1534, le premier week-end de septembre se tient la fête de Saint-Leu.

### Sports
Le territoire communal est traversé par le sentier de grande randonnée 46.
La commune compte 20 associations sportives et dispose comme infrastructures :
- gymnase Grands-Buissons ;
- gymnase Aléréa ;
- un stade ;
- un dojo ;
- un terrain de tennis ;
- une piscine ;
- un parcours de santé ;
- un terrain de pétanque.

### Médias
La commune est couverte par les médias suivants : La Nouvelle République du Centre-Ouest, Le Berry républicain, L'Écho - La Marseillaise, La Bouinotte, Le Petit Berrichon, L'Écho du Berry, France 3 Centre-Val de Loire, Berry Issoudun Première, Vibration, Forum, France Bleu Berry et RCF en Berry.

### Cultes

#### Culte catholique
La commune d'Ardentes dépend de l'archidiocèse de Bourges, du doyenné de Châteauroux et de la paroisse de Saint-Vincent. Les lieux de culte sont les églises Saint-Vincent et Saint-Martin.

## Économie

### Revenus de la population et fiscalité
Le revenu net déclaré moyen par foyer fiscal et le pourcentage de foyers fiscaux imposables sont présentés dans les tableaux ci-dessous, :
|                     | 2009     | 2015     |
| Ardentes            | ?€       | 21 146 € |
| Indre               | 19 310 € | 19 175 € |
| Centre-Val de Loire | 22 400 € | 20 494 € |
| France              | 23 433 € | 20 566 € |

|                     | 2009   | 2015   |
| Ardentes            | ?%     | 56 %   |
| Indre               | 47,9 % | 48,7 % |
| Centre-Val de Loire | 55,1 % | 55,5 % |
| France              | 54,3 % | 55,4 % |

### Emploi
Elle fut le siège des forges de Clavières créées en 1666, par les princes de Condé, avec l'aide de financiers bretons. En 1670, les forges sous la direction de Claude Charles François Leblanc de Marnaval sont donc  parmi les plus importantes du royaume, avec une activité florissante liée en particulier à celle de la fonderie de canon d'Étrechet et le monopole de la fourniture de l'arsenal de Rochefort, mais elles déclinent au long du XIXe siècle, pour fermer en 1874.

### Entreprises et commerces
La commune se trouve dans l'aire géographique et dans la zone de production du lait, de fabrication et d'affinage du fromage Valençay.

## Culture locale et patrimoine

### Ville et Pays d'art et d'histoire
Ardentes a obtenu au concours des villes et villages fleuris :
- une fleur en 2008[74], 2013, 2014, 2015 et 2016.

### Lieux et monuments

#### Château de Clavières

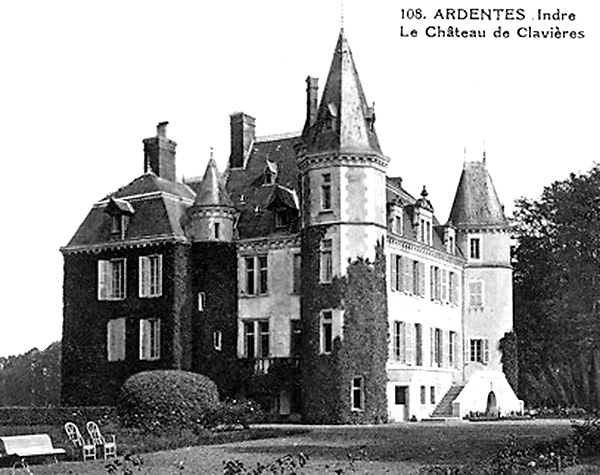
Le château de Clavières

Le château fut construit par Antoine Jugleron et sa femme Catherine de Grobost. D'après un aveu de 1540, la seigneurie consistait en une maison forte, deux tours, le tout entouré de fossés. Une chapelle dédiée à saint Éloi, fut édifiée dans la partie droite du Château. En 1680, le château servait d'habitation pour les fermiers des forges.
Plusieurs fortunes industrielles se succédèrent : Claude Leblanc de Marnaval, Antoine Grétré, la famille Grenouillet. Grétré l'acheta comme bien national et le revendit en 1826 à Aubertot, un autre maître de forges. En 1876, la propriété est rachetée par Berthier de Grandry, dont la famille la possède toujours. La restauration de l'édifice fut confiée à Alfred Dauvergne qui intervint sur les parties hautes et sur les ouvertures des façades. Bordé sur un côté par l'Indre, le château est entouré d'un parc de platanes centenaires. On y accède par une entrée flanquée de deux pavillons du XVIIIe siècle. Le corps de logis flanqué de tourelles a subi de nombreuses restaurations. La partie qui forme l'angle sud-est la plus ancienne et la plus intéressante, elle date du XVIe siècle.

#### Château de Villejovet
Le château de Villejovet est agréablement situé sur un coteau dont le pied est baigné par l'Indre. Son histoire, récente, remonte au milieu du XIXe siècle, période à laquelle M. Armand achète le domaine pour y faire construire une maison bourgeoise. En 1854, M. Bourin, conservateur des hypothèques, y rajoute une tourelle et fait dessiner tout autour un parc. Sa fille, Grillon Desormeaux, le transmet par alliance à la famille de Nègre du Clat. Le moulin au pied du château est mentionné dès le XVIIe siècle.

#### Château de Bonnet
Au Sud du village, comprenant une cinquantaine d'habitants, Théodore Patureau, de Châteauroux, avait formé vers 1820, le projet de créer un haras en utilisant certains prés situés sur les bords de l'Indre. C'est dans ce but qu'il fit élever dans l'un de ses prés, appelé depuis pré des Baraques, d'immenses baraquements devant servir d'abri de chevaux. Telles est l'origine de la vieille demeure, couverte de lierre, que le propriétaire construisit à proximité pour surveiller facilement son haras. Quant Patureau eut renoncé à l'élevage de chevaux, il vendit sa propriété, le 3 décembre 1832, à Alexandre Grenouillet, maître de forges, demeurant au château de Clavières. À sa mort, Bonnet fut, par sa fille Amélie Grenouillet, apporté en mariage à Louis Morin, avocat à Bourges, qui modifia complètement la disposition des dépendances. Ce sera Raymond Morin qui fera de l'ensemble un château élégant.

#### Église Saint-Martin
L'église date des XIe et XIIe siècles. Elle est rattachée à l’abbaye de Déols en 1117, de style roman comme cette dernière, son architecture est influencée par l’art bourguignon qui se propage sous l’effet du rayonnement de l’abbaye de Cluny ainsi que par l'architecture saintongeaise.

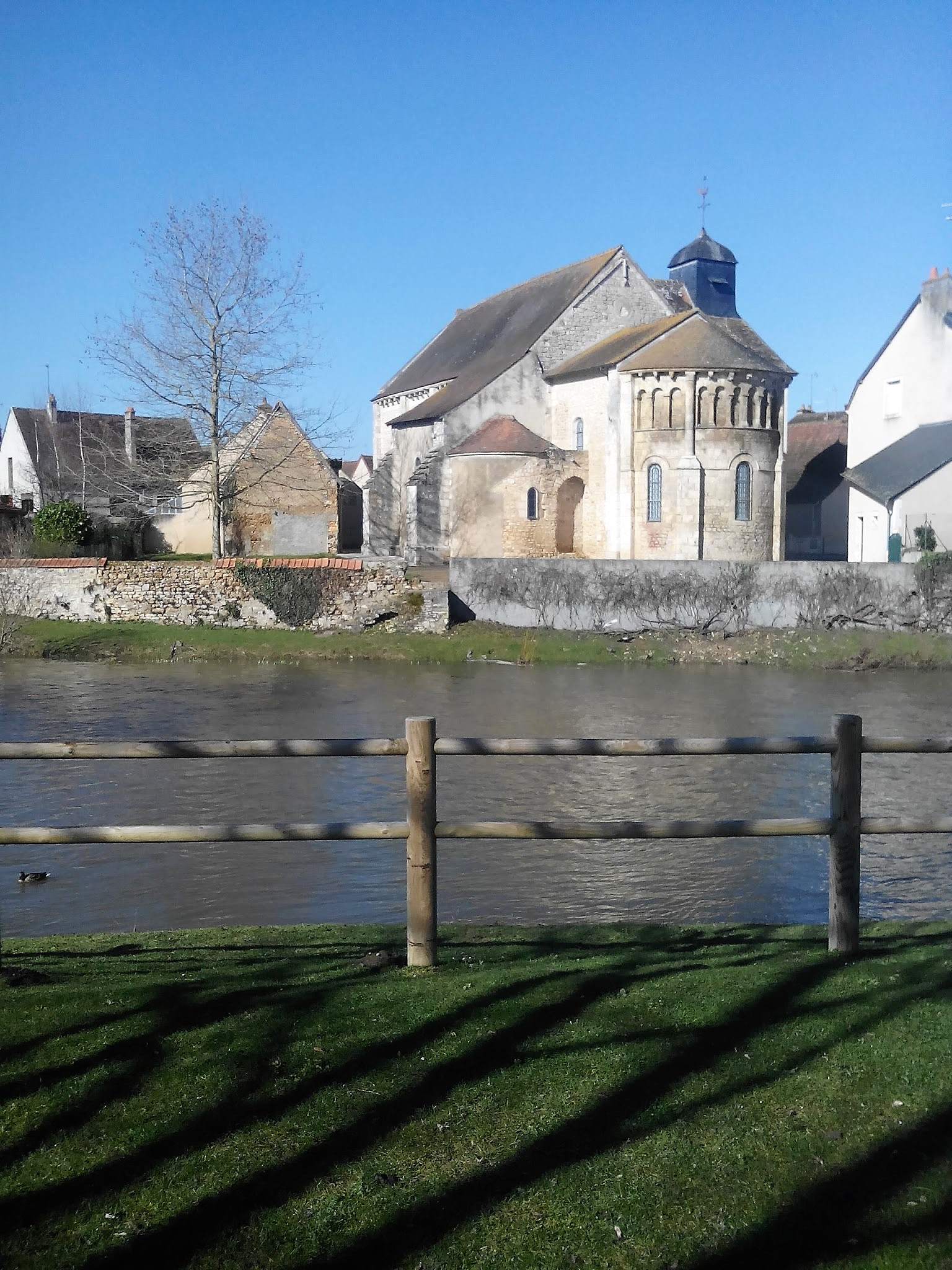
L'église Saint-Martin en 2015.

#### Église Saint-Vincent
L'église date du XIIe siècle. Elle a été presque entièrement refaite au XVe siècle. Le clocher est du XIXe siècle. Seules les deux petites têtes de lions dans le chœur datent de l'époque romane.

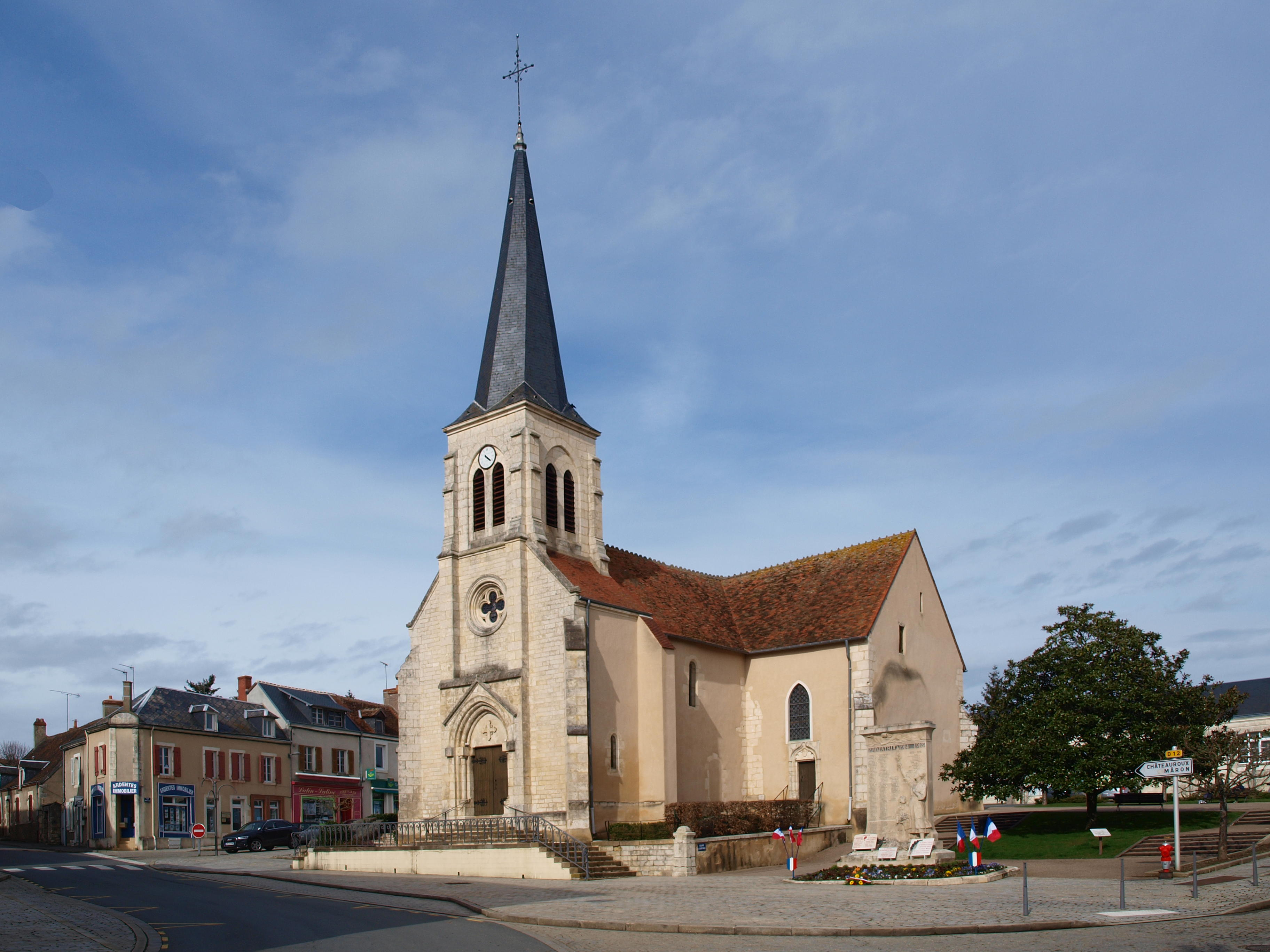
L'église Saint-Vincent en 2013.

#### ForgesXVIIIeetXIXesiècles
Les forges ont été créées en 1670 sur la volonté des Princes de Condé. Elles furent pendant plus d'un siècle l'un des plus grands complexes sidérurgiques de France. Elles fabriquèrent des fers renommés jusqu'à la fin du XIXe siècle à destination essentiellement de la marine. Grâce à la réserve de bois de la forêt domaniale de Châteauroux, au minerai de fer du sol berrichon et à la présence de l'eau de la rivière Indre, elles créèrent jusqu'à plus de 700 emplois au plus fort de leur activité et firent d'Ardentes une ville d'industrie du fer, avant de s'orienter vers le bois.
Le nom des lieux-dits en lisière de la forêt de Châteauroux et toujours en usage de nos jours provient de l’appellation « loges » données aux huttes de planches et de terre servant d’habitations aux ouvriers.
Le minerai utilisé par les forges venait de Diors, Sainte-Fauste. Le charbon de bois quant à lui était fabriqué dans les charbonnières des forêts de Châteauroux et de Bommiers dont l’usage leur était réservé.
Aujourd’hui, il ne reste pratiquement plus rien des bâtiments qui connurent tant d’activité. À la « Forge Basse », la retenue d’eau de Clavières conserve encore ses « pelles » immortalisées par les peintres. « La Forge Haute » a gardé son ancienne boulangerie, dont le four restauré est quelquefois utilisé lors des festivités, ainsi que les vestiges des anciens logements des ouvriers et des murs de pierres construits pour domestiquer la rivière et produire de l’énergie hydraulique.

#### Autres
- Atelier des Gachons
- Monument aux morts

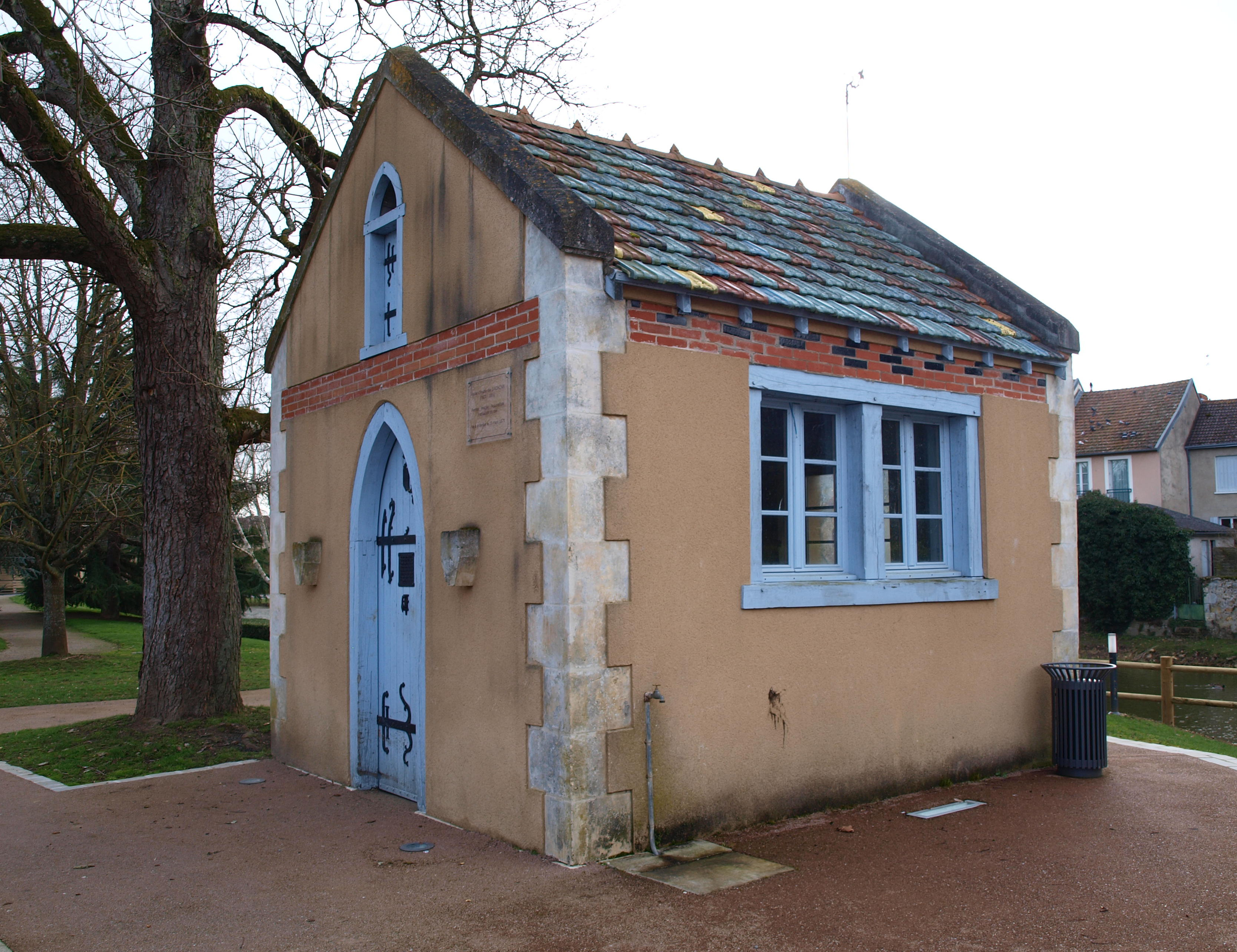
L'atelier des Gachons en 2013.
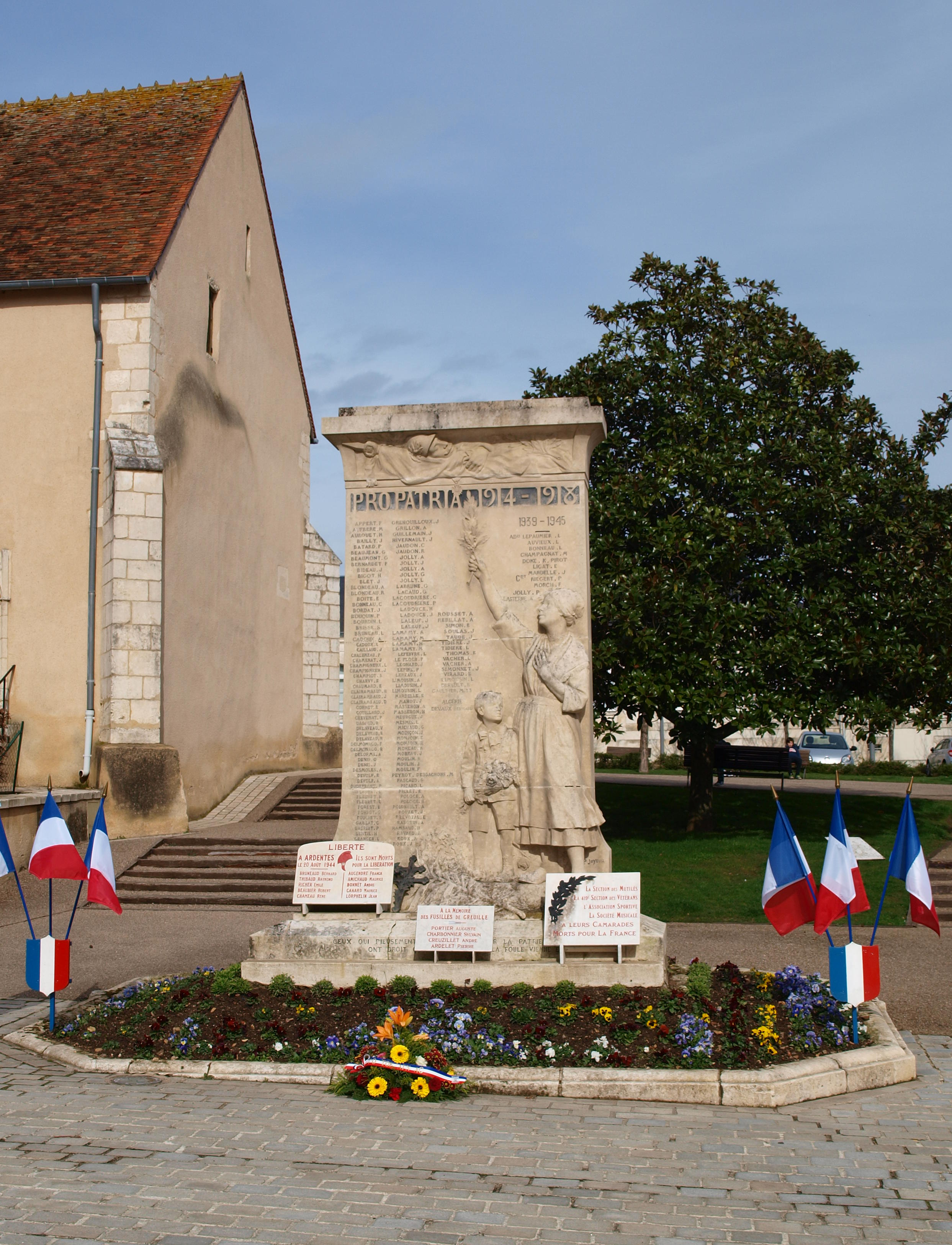
Le monument aux morts en 2013.

### Patrimoine culturel
- Médiathèque
- Agora (salle des fêtes)
- Maison des associations (13 associations culturelles)

### Personnalités liées à la commune
- Étienne Grétré de Champilliers (1748-1803), maîtres des forges au XVIIIe siècle.
- Jean-Louis Leveille (1787-1871)[réf. nécessaire]
- Antoine Laurent Apollinaire Fée (1789-1874), botaniste, né à Ardentes.
- Stanislas Limousin (1831-1887), inventeur des cachets et de l'ampoule hypodermique injectable.
- Eugène Hubert (1866-1940), archiviste paléographe, a vécu à Ardentes.
- Jacques des Gachons (1868-1945), écrivain.
- André des Gachons (1871-1951), peintre.
- Louis-Didier des Gachons (1875-1951), inventeur, il imagine le principe de la lithographie en couleurs.
- Joseph Fleuret (1886-1976), joueur de cornemuse et folkloriste berrichon.
- Richard Dufour (1888-1959), statuaire, y est né.
- Marcel Cartier (1895-1965), député de la Drôme, né à Ardentes.
- Jean Hubert (1902-1994), archiviste médiéviste.
- Georges Lubin (1904-2000), historien de la littérature, spécialiste de la correspondance de George Sand.
- Paul Pesson (1911-1989), entomologiste, né à Ardentes.

### Héraldique, logotype et devise
| Blason de Ardentes | Blason  | D'or aux trois fasces ondées de gueules.         |
| Blason de Ardentes | Détails | Le statut officiel du blason reste à déterminer. |

| logo Ardentes | Logotype de la commune d'Ardentes : |